# Bogusław V
Bogusław V (Wielki) (ur. w okr. 1317–1318, zm. między 3 lutego a 24 kwietnia 1374) – książę wołogoski w latach 1326–1365 (wraz z braćmi Warcisławem V i Barnimem IV) i 1365–1368 (wespół z Warcisławem V) z dynastii Gryfitów, po podziale księstwa w 1368 książę słupski; syn Warcisława IV i Elżbiety.

## Życie i panowanie

### Pod rządami opiekuńczymi
Był najstarszym synem Warcisława IV księcia wołogoskiego i Elżbiety Piastówny, córki księcia śląskiego Bolka świdnickiego. Gdy jego ojciec Warcisław IV zmarł w 1326, Bogusław został powołany na tron książęcy w wieku lat 8 lub 9. Rządy opiekuńcze do uzyskania przez niego wieku sprawnego przejęła matka Elżbieta.
Po śmierci jego ojca Meklemburczycy wysunęli roszczenia do Rugii. Młody książę, przy udziale matki, wysłał poselstwo do Duńczyków z prośbą o przyjęcie tych ziem jako lenno. Nad Rugią wyznaczono kuratora w osobie Burcharda, hrabiego Schwalenberga. Książęta Meklemburgii, nie godząc się z posunięciem księcia wołogoskiego, pozyskali książąt szczecińskich oraz znaczące rody rugijskie do pomocy i zaatakowali księstwo. Rugijskie ziemie ocalili mieszkańcy Greifswaldu oraz Stralsundu, którzy do obrony wystawili około 340 ciężko- i lekkozbrojnych wojów. Wraz z przybyłymi posiłkami 600 zbrojnych Duńczyków zdołano obronić Łozice od oblężenia. Został zawarty rozejm. Po jego ustaniu książęta szczecińscy Otton I i Barnim III (do 1331) zostali uznani opiekunami małoletniego księcia. 
Dalsze walki z Meklemburczykami były bardziej zaciekłe. Odniesione sukcesy obronne w końcu doprowadziły do zawarcia 27 czerwca 1328 układu pokojowego w Brudersdorf. Na rzecz Henryka II, księcia meklemburskiego, Bogusław V poddał w zastaw kilka okręgów miejskich, które w ciągu 12 lat miały być wykupione – inaczej, zgodnie z warunkami układu, przechodziły w posiadanie Meklemburczyków. W konsekwencji utracono je na skutek braku wpłaty sumy zastawu i nacisku miast pomorskich. 
Wysuwane również pretensje biskupa szweryńskiego do ziem rugijskich, mimo korzystnego dla Stralsundu wyroku komisji papieskiej, wprowadziły ponownie w stan wojny książąt pomorskich. Ziemie wschodnie księstwa (okręg słupski), na mocy układu z 27 lutego 1329 z zakonem krzyżackim przeszły jako zastaw pod ich dwunastoletni zarząd. Dalsze ustępstwa na rzecz zakonu z ziemi bytowskiej doprowadziły do uszczuplenia wpływów książęcych, zachwiania polityki wewnętrznej i zewnętrznej księstwa.

### Samodzielna władza
Od 29 lipca 1332 książę wystawiał samodzielne dokumenty. Od 1338 zarządzał całym księstwem, także w imieniu swoich młodszych braci, nad którymi sprawował opiekę. W trzy lata później, przy pomocy słupszczan, odzyskał ziemię słupską, która była dana pod zastaw krzyżakom za sumę 6 tysięcy grzywien. 
11 lipca 1343, wespół z młodszym bratem Barnimem IV Dobrym, zawarł sojusz z Kazimierzem Wielkim przeciw zakonowi. Po osiągnięciu pełnoletniości i przejęciu władzy Bogusław V rozpoczął odbudowę swego władztwa. Z dużą pomocą miast pomorskich udało się odzyskać większość ziem zachodnich oraz wykupić w 1341 ziemię słupską. Przymierze z królem Polski, Kazimierzem Wielkim, i ślub w 1343 z jego córką Elżbietą uwieńczyło zajęcie ziemi sławieńskiej, będącej od XIII wieku we władaniu Brandenburgii. Porozumienie to miało gwarantować nienaruszalność postanowień zawartych 8 lipca 1343 między królem Polski a krzyżakami (pokój kaliski). Mimo że rozmowy w sprawie układu trwały kilka miesięcy, porozumienie nie zostało nigdy wprowadzone w życie. Próby umocnienia polskich wpływów nad Kościołem pomorskim i chęć zbliżenia biskupstwa kamieńskiego do arcybiskupstwa gnieźnieńskiego legły natomiast w gruzach (1346).
W połowie XIV wieku doszło do kilkuletniego konfliktu z władcami meklemburskimi, na skutek zerwania rozejmu przez Bogusława V, który zamierzał ponownie inkorporować okręg Barda do swoich domen. Mimo zawarcia układu pokojowego w Lubece (1350) konfliktu nie rozstrzygnięto. Przez kilka następnych lat prowadzono walki zbrojne, które zakończyły się sukcesem wojów pomorskich w 1354. 12 lutego tego samego roku podpisane zostało porozumienie przy udziale króla rzymskiego i czeskiego Karola IV Luksemburskiego i króla polskiego Kazimierza Wielkiego, w którym książęta meklemburscy zrzekli się ziemi wkrzańskiej i rugijskiej. Książę Bogusław V zobowiązał się jednocześnie do nie budowania twierdz na pograniczu z Meklemburgią, a wszelkie sporne kwestie rozstrzygać przy udziale przedstawicieli sądu czterech miast pomorskich i rycerstwa.
Po śmierci Elżbiety Bogusław V w 1362 ożenił się po raz drugi z Adelajdą, córką księcia Ernesta brunszwickiego, której zapisał nowo wybudowany zamek darłowski na siedzibę wdowią.
W okresie jego rządów przeprowadzono dwukrotnie podział kraju. Pierwszy, datowany na 25 maja 1368, doprowadził do przekazania na jego rzecz (na cztery lata) części księstwa na wschód od Świny. Drugi, przeprowadzony 8 czerwca 1372, nadawał jemu wschodnie obszary z siedzibą w Słupsku. 
Do jego samodzielnych inicjatyw politycznych należały podpisanie ugody strzałowskiej w 1370, które kończyły długoletni zatarg między miastami hanzeatyckimi a Danią i zawarcie pokoju z Meklemburgią w 1372.   
Zmarł prawdopodobnie 24 kwietnia 1374 w klasztorze w Białobokach i tam został pochowany. W kronikach pomorskich zachowały się dobre opinie o księciu Bogusławie V. Był on władcą pełnym odwagi i dzielności, miłośnikiem prawdy i wrogiem obłudy.

## Rodzina
W zapusty 24/25 lutego 1343 ożenił się z Elżbietą, córką króla Polski Kazimierza III Wielkiego. Miał z nią dwie córki i jednego syna:
- NN córka (ur. ?, zm. ?)
- Elżbietę (ur. zap. 1346, prawdopodobnie 1347, zm. 15 lutego 1393) – żonę cesarza Karola IV Luksemburskiego
- Kazimierza IV (ur. 1351, zm. 2 stycznia 1377) – księcia dobrzyńskiego, inowrocławskiego i słupskiego[20].

W okresie od 1362 do 1363 po śmierci pierwszej żony, związał się z Adelajdą, córką księcia brunszwickiego na Grubenhagen Ernesta I. Miał z nią trzech synów i jedną córkę: 
- Warcisława VII (ur. w okr. 1362–1363, p. 1365, zm. 25 lutego 1395) – księcia słupskiego
- Bogusława VIII (ur. w okr. 1363–1364, p. 1368, zm. 11 lutego 1418) – księcia stargardzkiego i słupskiego
- Barnima V (ur. przed 20 września 1369, zm. przed 7 lutego 1403) – księcia stargardzkiego, słupskiego, sławieńskiego, darłowskiego i szczecineckiego
- Małgorzatę (w okr. 1370–1374, zm. 12 czerwca 1410) – żonę arcyksięcia Ernesta I Żelaznego[21].

### Genealogia
| Bogusław IV ur. w okr. 1254–1255 zm. 19 II 1309 | Bogusław IV ur. w okr. 1254–1255 zm. 19 II 1309 |                                                                    |                                                                    | Małgorzata ur. w okr. 1265–1271 zm. po 4 XII 1315, p. 1317 | Małgorzata ur. w okr. 1265–1271 zm. po 4 XII 1315, p. 1317 |  |  | Herman III Długi ur. ok. 1275 zm. 1 II 1308 | Herman III Długi ur. ok. 1275 zm. 1 II 1308 |                                                                          |                                                                          | Anna Habsburżanka ur. 1280 zm. 1327 | Anna Habsburżanka ur. 1280 zm. 1327 |
|                                                 |                                                 |                                                                    |                                                                    |                                                            |                                                            |  |  |                                             |                                             |                                                                          |                                                                          |                                     |                                     |
|                                                 |                                                 |                                                                    |                                                                    |                                                            |                                                            |  |  |                                             |                                             |                                                                          |                                                                          |                                     |                                     |
|                                                 |                                                 | Warcisław IV ur. w okr. 11–27 V 1291 zm. w okr. 31 VII–1 VIII 1326 | Warcisław IV ur. w okr. 11–27 V 1291 zm. w okr. 31 VII–1 VIII 1326 |                                                            |                                                            |  |  |                                             |                                             | Elżbieta ur. w okr. 1300–1304 zm. w okr. II–III 1355 lub przed 2 II 1356 | Elżbieta ur. w okr. 1300–1304 zm. w okr. II–III 1355 lub przed 2 II 1356 |                                     |                                     |
|                                                 |                                                 |                                                                    |                                                                    |                                                            |                                                            |  |  |                                             |                                             |                                                                          |                                                                          |                                     |                                     |
|                                                 |                                                 |                                                                    |                                                                    |                                                            |                                                            |  |  |                                             |                                             |                                                                          |                                                                          |                                     |                                     |
|                                                 |                                                 |                                                                    |                                                                    |                                                            |                                                            |  |  |                                             |                                             |                                                                          |                                                                          |                                     |                                     |

|                                                   |                                                   | 1 Elżbieta Kazimierzówna ur. ok. 1326 zm. 1361 OO w okr. 24–25 II 1343 | 1 Elżbieta Kazimierzówna ur. ok. 1326 zm. 1361 OO w okr. 24–25 II 1343 | Bogusław V (Wielki) (ur. w okr. 1317–1318 zm. w okr. 3 II–24 IV 1374) | Bogusław V (Wielki) (ur. w okr. 1317–1318 zm. w okr. 3 II–24 IV 1374) | 2 Adelajda Welf ur. ok. 1341 zm. być może 5 II 1407 OO w okr. 1362–1363 | 2 Adelajda Welf ur. ok. 1341 zm. być może 5 II 1407 OO w okr. 1362–1363 |                                                               |                                                               |
|                                                   |                                                   |                                                                        |                                                                        |                                                                       |                                                                       |                                                                         |                                                                         |                                                               |                                                               |
|                                                   |                                                   |                                                                        |                                                                        |                                                                       |                                                                       |                                                                         |                                                                         |                                                               |                                                               |
|                                                   | 1                                                 |                                                                        | 1                                                                      |                                                                       | 1                                                                     |                                                                         | 2                                                                       |                                                               | 2                                                             |
| NN, córka ur. ? zm. ?                             | NN, córka ur. ? zm. ?                             | Elżbieta ur. zap. 1346, najp. 1347 zm. 15 II 1393                      | Elżbieta ur. zap. 1346, najp. 1347 zm. 15 II 1393                      | Kazimierz IV (Kaźko słupski) ur. 1351 zm. 2 I 1377                    | Kazimierz IV (Kaźko słupski) ur. 1351 zm. 2 I 1377                    | Warcisław VII ur. w okr. 1362–1363, najp. 1365 zm. 25 II 1395           | Warcisław VII ur. w okr. 1362–1363, najp. 1365 zm. 25 II 1395           | Bogusław VIII ur. w okr. 1363–1364, najp. 1368 zm. 11 II 1418 | Bogusław VIII ur. w okr. 1363–1364, najp. 1368 zm. 11 II 1418 |
|                                                   | 2                                                 |                                                                        | 2                                                                      |                                                                       |                                                                       |                                                                         |                                                                         |                                                               |                                                               |
| Barnim V ur. przed 20 IX 1369 zm. przed 7 II 1403 | Barnim V ur. przed 20 IX 1369 zm. przed 7 II 1403 | Małgorzata ur. w okr. 1370–1374 zm. 12 VI 1410                         | Małgorzata ur. w okr. 1370–1374 zm. 12 VI 1410                         |                                                                       |                                                                       |                                                                         |                                                                         |                                                               |                                                               |

## Śmierć
Bogusław V zmarł między 3 lutego a 24 kwietnia 1374. Do dziś nie wiadomo, gdzie został pochowany. Według części badaczy jego ciało spoczęło w klasztorze białobockim, według innych w katedrze kamieńskiej. 

### Opracowania
- Zygmunt Boras, Książęta Pomorza Zachodniego, Poznań: Wydaw. Naukowe Uniwersytetu im. Adama Mickiewicza, 1996, ISBN 83-232-0732-1, OCLC 830122949. Brak numerów stron w książce
- Dopierała B., Polskie losy Pomorza Zachodniego, Poznań 1970.
- Kazimierz Kozłowski, Jerzy Podralski, Gryfici. Książęta Pomorza Zachodniego, Szczecin: Krajowa Agencja Wydawnicza, 1985, ISBN 83-03-00530-8, OCLC 189424372. Brak numerów stron w książce
- Edward Rymar, Rodowód książąt pomorskich, Szczecin: Książnica Pomorska im. Stanisława Staszica, 2005, ISBN 83-87879-50-9, OCLC 69296056. Brak numerów stron w książce

### Literatura dodatkowa (opracowania)
- Nowogrodzki S., Bogusław V [w:] Polski Słownik Biograficzny, T. 2, Polska Akademia Umiejętności – Skład Główny w Księgarniach Gebethnera i Wolffa, Kraków 1936, ss. 204-205, reprint: Zakład Narodowy im. Ossolińskich, Kraków 1989, ISBN 83-04-03291-0.

### Literatura dodatkowa (online)
- Madsen U., Bogislaw V. Herzog von Pommern-Stolp (niem.), [dostęp 2012-02-26].
- Schmidt R., Bogislaw V. Herzog von Pommern-Wolgast (niem.) [w:] NDB, ADB Deutsche Biographie (niem.), [dostęp 2012-02-26].